# Florian Mördes
Florian Georg Franz Bernhard Mördes (* 4. Oktober 1823 in Mannheim; † 21. Januar 1850 in New Braunfels) war ein deutscher Jurist, Politiker und 1849 kurzzeitig Innenminister der badischen Revolutionsregierung.

## Leben
Mördes war der Sohn des Juristen Franz Bernhard Mördes, der von 1833 bis 1841 den Wahlkreis Buchen/Osterburken in der zweiten Kammer der Badischen Ständeversammlung vertrat. Im November 1841 begann er ein Studium der Rechtswissenschaften an der Universität Heidelberg. Während seines Studiums war er 1845 Mitgründer der Burschenschaft Neckarbund Heidelberg.
Im Mai 1848 wurde Mördes der Leiter des Demokratischen Vereins in Mannheim. Im Juli 1848 übernahm er zusammen mit E. Pelz und David Sauerländer die Redaktion des „Deutschen Zuschauer“, der Wochenzeitung, die zuvor von Gustav Struve redigiert wurde. Dies führte zu einem heftigen Streit mit Struve.
Am 14. Mai 1849 trat Mördes auf einer Volksversammlung in Mannheim als Präsident des Sicherheitsausschusses auf und teilte mit, dass er die öffentlichen Kassen mit Wachen besetzt habe. Mördes gehörte – zusammen mit Struve und anderen – zu jenen die auf den 20. Mai 1849 eine Volksversammlung in Mannheim einberufen haben auf der Mördes vor den etwa 6000 Anwesenden auch eine Rede hielt.
Ein Sicherheitsausschuss wurde gebildet, an dessen Spitze Florian Mördes trat. An den beiden folgenden Tagen schworen die Dragoner den Eid auf die Reichsverfassung und die provisorische Regierung. Das Offizierskorps und einige Unteroffiziere verdrückten sich vorher. Am 19. Mai erteilte der regierende Landesausschuss Heinrich Hoff die Vollmacht, in Mannheim als Zivilkommissar die Beschlüsse der provisorischen Regierung zu vollziehen. Hoff übertrug die Vollmacht am nächsten Tag an Florian Mördes. Da Mördes als zu lasch galt, übernahm am 25. Mai Wilhelm Adolph von Trützschler aus Gotha das Amt des Zivilkommissars.
Dem Landesausschuss der Volksvereine, der am 14. Mai die Macht übernahm, gehörte Mördes nicht an. Er wurde jedoch bei den Wahlen zur verfassunggebenden Versammlung am 3. Juni im Wahlkreis XIX. (Buchen etc.) gewählt. Die Versammlung wählte ihn dann zu einem ihrer Sekretäre und am 13. Juni ernannte ihn Lorenz Brentano zum Innenminister der Revolutionsregierung.
Nach der Niederschlagung der Revolution flüchtete Mördes zunächst in die Schweiz. Die badischen Behörden ersuchten im Juli 1849 beim Kanton Basel-Land um Amtshilfe bei der Fahndung nach Mördes, der dann auch am 10. Juli 1849 im basellandschaftlichen Amtsblatt ausgeschrieben wurde. Baden warf ihm vor als Innenminister der Revolutionsregierung Bargeld, Staatspapiere und den Schöpfrahmen für den Druck der Staatspapiere entwendet zu haben. Mördes wanderte noch 1849 mit seiner Ehefrau, Karoline, geborene Gräfin Armansperg (Tochter des ehemaligen bairischen Gouverneurs von Griechenland, Joseph von Armansperg) nach Texas aus. Dort lebte er bei New Braunfels als Farmer und hatte mit seiner Frau einen Sohn. Bereits 1850 verstarb er dort. Seine Frau heiratete in zweiter Ehe 1856 Julius Fröbel.

## Werke
- Die deutsche Revolution : mit besonderer Rücksicht auf die badische Revolutions-Episode. Herisau: Schläpfer, 1849 online bei der Badischen Landesbibliothek